# Пориетис, Альфред
А́льфред По́риетис (латыш. Alfrēds Ādams Porietis; 30 сентября 1909, Двинск — 15 мая 2009, Крустпилс) — офицер латвийской армии и латышского легиона СС. Удостоен ордена Виестура и Железных крестов 1-й и 2-й степени. Был последним остававшимся в живых офицером латвийской армии межвоенного периода.
Родился 30 сентября 1909 года в семье офицера русской армии. С началом Первой мировой войны семья Пориетиса перебралась в Киев. После Октябрьской революции вернулся в Латвию. В 1927 году окончил Даугавпилсскую гимназию с золотой медалью. 1929 году окончил в звании лейтенанта Высшую военную школу Латвийской армии. После обучения был назначен в Латгальский артиллерийский полк, дислоцирующийся в Крустпилсе.
В 1942 году был мобилизован в полицейский батальон в Риге. С 1943 года на службе в Латышском легионе, служил офицером артиллерии в 19-й дивизии. С 1944 года на фронте, воевал от Волхова до Курляндского котла. Был награжден Железными крестами 1-й и 2-й степени.
После войны был сослан в город Инта. В 1956 году был освобождён и вернулся в Латвию. В 1991 реабилитирован, затем восстановлен на службе вооружённых силах Латвии. В 1993 году получил звание майора. Активно участвовал во многих организациях. В 2009 году награждён орденом Виестура 4 степени с мечами.
Умер 18 мая 2009 года в Крустпилсе.